# Binasco (cognome)
Binasco è un cognome di lingua italiana.

## Varianti
Binaschi.

## Origine e diffusione
Il cognome è tipicamente lombardo.
Potrebbe derivare dal toponimo Binasco.

## Persone
- Valerio Binasco – attore e regista teatrale italiano